# Korjakino
Korjakino (in lingua russa Корякино) è una città situata in Russia, nell'Oblast' di Arcangelo, più precisamente nel Pleseckij rajon.